# Аскохитозы

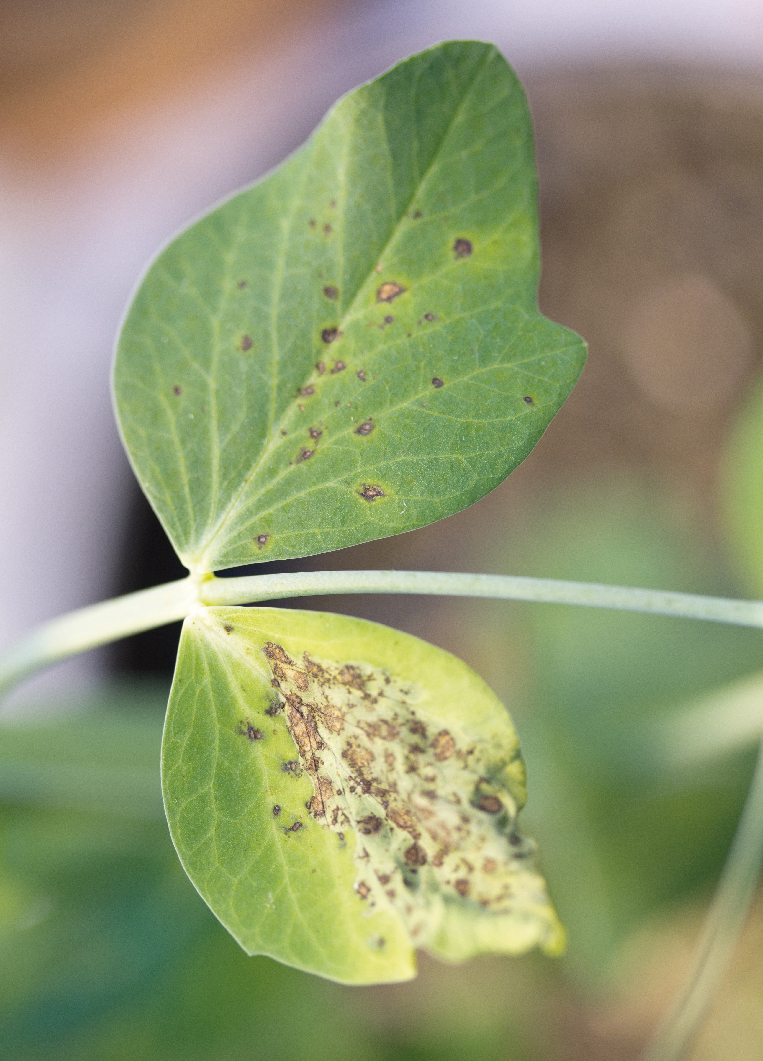
Аскохитоз гороха

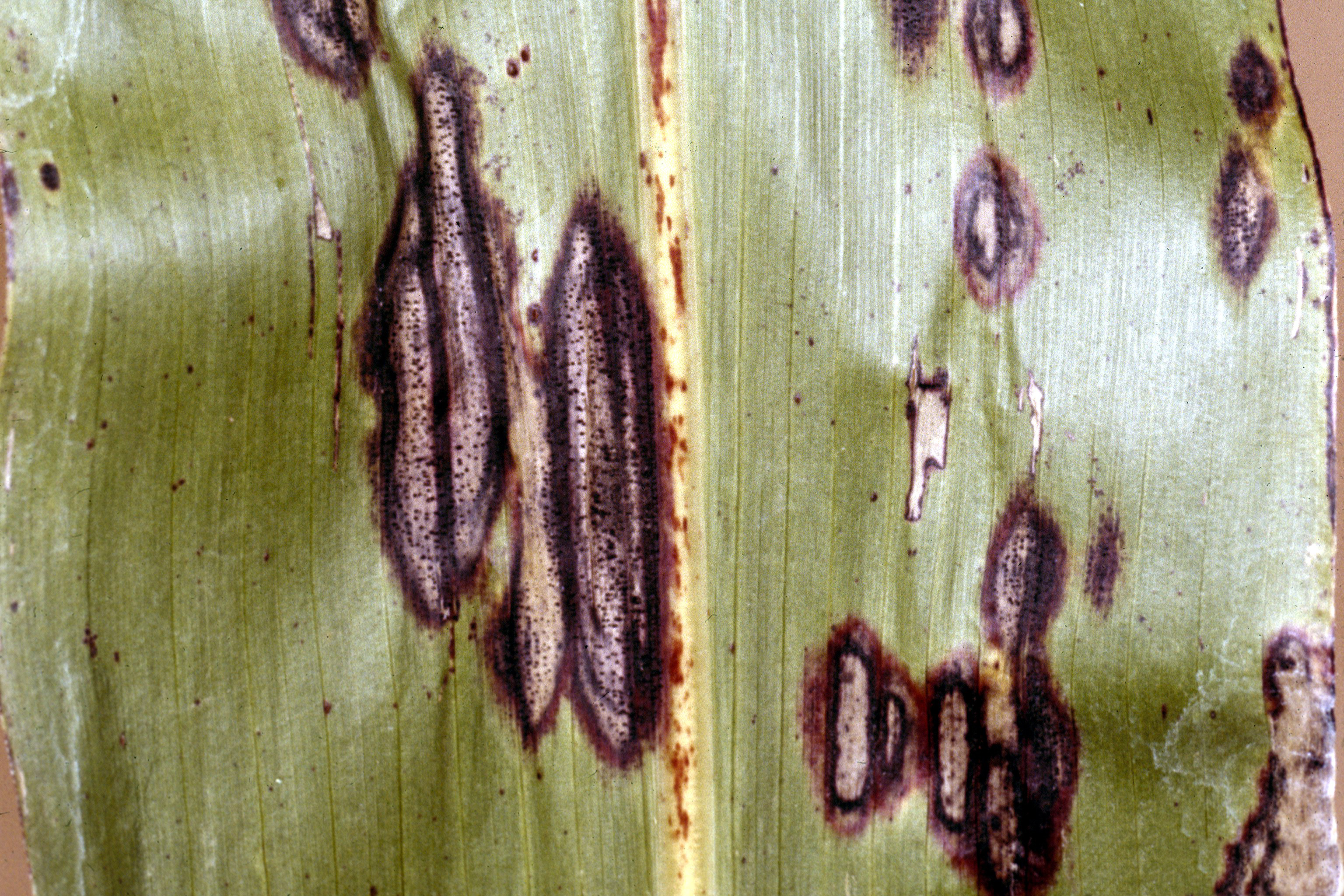
Аскохитоз сорго

Аскохитозы — группа болезней растений, вызываемых грибами рода Ascochyta.
Разные растения из разных семейств, включая зерновые, бобовые, плодово-ягодные и другие культуры, поражаются специфичными для них возбудителями. Общие симптомы — пятна на листьях разной формы и величины, чаще всего серых с тёмным ободком, и язвы на стеблях. Со временем листья засыхают и опадают, а стебли в местах поражения размочаливаются и могут переламываться. Заболевание влияет также на плоды: они не вызревают, а семена теряют всхожесть. Возбудители сохраняются на семенах, многолетних растениях и растительных остатках.
Наиболее часто встречаются аскохитозы:
— гороха: поражает все надземные части растения, на которых появляются бурые пятна. Возбудитель Ascochyta pisi вызывает бледно-пятнистый аскохитоз, Ascochyta pinodes — тёмно-пятнистый, Ascochyta pinodella — симптомы, схожие с тёмно-пятнистым аскохитозом.
— огурца (возбудитель Ascochyta cucumis, поражает также дыни): проявляется на всех вегетативных органах в период плодоношения. На стеблях образуются овальные или округлые пятна, вначале серо-зелёные, затем белёсые; в период плодоношения поражаются листья (болезнь обычно начинается с края листа) и плоды.
— томатов (возбудитель Ascochyta lycopersici): поражаются стебли, реже листья; цветки и плоды — только при выращивании в открытом грунте. Обычно у основания стебля появляются вдавленные коричневые пятна, а выше стебель опоясывают мелкие пятнышки с чёрными точками пикнид — именно они позволяют отличить аскохитоз от других сходных заболеваний. На плодах появляются тёмные вдавленные пятна с бурой каймой.
Встречаются также аскохитозы фасоли, клевера, льна, люцерны, нута и различных плодово-ягодных культур (винограда, смородины, крыжовника, инжира, цитрусовых и пр.)
Меры борьбы — использование устойчивых сортов, протравливание семян, обеззараживание грунта в теплицах, севооборот, уничтожение заболевших растений и растительных остатков, опрыскивание фунгицидами.